# Entrenador del Año de la Liga Nacional de Básquet
El Entrenador del Año de la LNB es un premio anual otorgado en la Liga Nacional de Básquet desde 1989. El ganador es seleccionado al final de la temporada regular a partir de una votación entre la Asociación de Clubes y uno de sus patrocinadores oficiales, el Diario Olé. Inicialmente la Revista Solo Básquet se encargaba de realizar la selección, y a partir de 1998 el Diario Olé tomó su lugar.
Desde su primera entrega hasta 2024, 22 entrenadores fueron premiados. Julio Lamas es el entrenador que recibió el premio en más ocasiones (7), seguido por Sergio Hernández (4) y Sebastián González (3).

## Ganadores

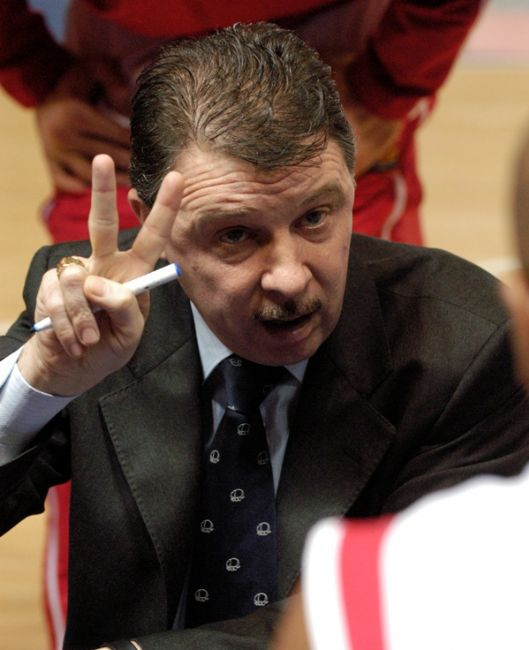
Rubén Magnano, elegido mejor entrenador de la Liga Nacional de Básquet 1999-00.

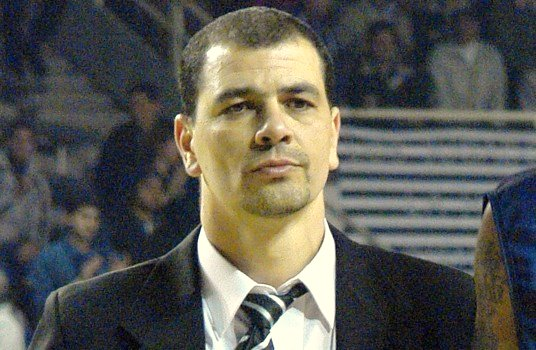
Sergio Hernández, seleccionado en 4 ocasiones como mejor entrenador.

|         | Entrenador en activo en la LNB          |
| Negrita | Equipo que ganó el título esa temporada |
| G–P     | Victorias-derrotas esa temporada        |

| Temporada | Entrenador                                 | Equipo                                          | G–P        |
| --------- | ------------------------------------------ | ----------------------------------------------- | ---------- |
| 1989      | León Najnudel                              | Club Ferro Carril Oeste                         | 22-6       |
| 1990      | Miguel Volcán Sánchez                      | Atlético Echagüe Club                           | 17-9       |
| 1990–91   | Julio Lamas (1)                            | Sport Club Cañadense                            | 24-14      |
| 1991–92   | Oscar Sánchez                              | Quilmes de Mar del Plata                        |            |
| 1992–93   | Sergio Hernández (1)                       | Sport Club Cañadense                            | 24-20      |
| 1993–94   | Mario Guzmán (1)                           | Independiente de General Pico                   |            |
| 1994–95   | Mario Guzmán (2) Pablo Coleffi             | Independiente de General Pico Atenas de Córdoba |            |
| 1995–96   | Horacio Seguí                              | Olimpia de Venado Tuerto                        |            |
| 1996–97   | Julio Lamas (2)                            | Boca Juniors                                    | 32-12      |
| 1997–98   | Daniel Rodríguez                           | Estudiantes de Bahía Blanca                     |            |
| 1998–99   | Enrique Tolcachier                         | Club Ferro Carril Oeste                         | 21-9       |
| 1999–00   | Rubén Magnano                              | Boca Juniors                                    | 32-17      |
| 2000–01   | Sergio Hernández (2)                       | Estudiantes de Olavarría                        | 35-9       |
| 2001–02   | Sergio Hernández (3)                       | Estudiantes de Olavarría                        | 33-11      |
| 2002–03   | Carlos Bualó                               | Pico Football Club                              | 24-12      |
| 2003–04   | Gonzalo García (1)                         | Gimnasia y Esgrima (La Plata)                   | 38-27      |
| 2004–05   | Julio Lamas (3)                            | Club Sportivo Ben Hur                           | 36-8       |
| 2005–06   | Julio Lamas (4)                            | Club Sportivo Ben Hur                           | 31-12      |
| 2006–07   | Julio Lamas (5)                            | Club Sportivo Ben Hur                           | 23-21      |
| 2007–08   | Julio Lamas (6)                            | Libertad de Sunchales                           | 42-13      |
| 2008–09   | Nicolás Casalánguida (1)                   | Gimnasia y Esgrima (Comodoro Rivadavia)         | 26-22      |
| 2009–10   | Sergio Hernández (4)                       | Peñarol de Mar del Plata                        | 43-12      |
| 2010–11   | Julio Lamas (7)                            | Obras Sanitarias                                | 34-14      |
| 2011–12   | Silvio Santander (1)                       | Lanús                                           | 28-21      |
| 2012–13   | Adrián Capelli                             | Argentino de Junín                              | 28-24      |
| 2013–14   | Nicolás Casalánguida (2)                   | Club de Regatas Corrientes                      | 45-12      |
| 2014–15   | Silvio Santander (2)                       | Asociación Atlética Quimsa                      | 56-13      |
| 2015–16   | Fernando Duró                              | Club Ciclista Olímpico                          | 36-20      |
| 2016-17   | Hernán Langinestra                         | Estudiantes Concordia                           | 39-21      |
| 2017-18   | Sebastián González (1)                     | Club San Martín de Corrientes                   | 40-17      |
| 2018-19   | Gonzalo García (2)                         | San Lorenzo                                     | 32-6       |
| 2020-21   | Sebastián González (2)                     | Quimsa                                          | 31-7       |
| 2021-22   | Sebastián González (3) Leandro Ramella (1) | Quimsa Peñarol de Mar del Plata                 | 30-8 25-13 |
| 2022-23   | Lucas Victoriano                           | Instituto                                       | 31-7       |
| 2023-24   | Leandro Ramella (2)                        | Quimsa                                          | 32-6       |
| 2024-25   | Fabio Demti                                | Oberá TC                                        | 26-12      |

## Historial
| Jugador              | Victorias | Años                                      |
| -------------------- | --------- | ----------------------------------------- |
| Julio Lamas          | 7         | 1991, 1997, 2005, 2006, 2007, 2008, 2011. |
| Sergio Hernández     | 4         | 1993, 2001, 2002, 2010.                   |
| Sebastián González   | 3         | 2018, 2021, 2022.                         |
| Mario Guzmán         | 2         | 1994, 1995.                               |
| Nicolás Casalánguida | 2         | 2009, 2014.                               |
| Silvio Santander     | 2         | 2012, 2015.                               |
| Gonzalo García       | 2         | 2004, 2019.                               |
| Leandro Ramella      | 2         | 2022, 2024.                               |